# Egeu Meridional
O Egeu Meridional ou Egeu do Sul é a periferia da Grécia formada pelas ilhas Cíclades e do Dodecaneso no sul do Mar Egeu. A capital da periferia é Ermúpolis, na ilha de Siro, mas tem uma dependência na ilha de Rodes, que é o centro económico, social e de turismo da periferia.